# Edifício Altino Arantes
Edifício Altino Arantes je četvrti po visini neboder u Brazilu. Nalazi se u gradu São Paulu. Visok je 161 metara i ima 40 katova. Izgradnja je počela 1939., a završila je 1947. godine.

## Vanjske poveznice
|  | Zajednički poslužitelj ima još gradiva o temi Edifício do Banespa |